# Christine MacLeod
Christine MacLeod (* 1952) ist eine britische Historikerin.

## Werdegang und Arbeitsschwerpunkte
MacLeod graduierte als Bachelor of Arts an der University of Oxford, anschließend absolvierte sie ein Ph.D.-Studium an der University of Cambridge. Dieses schloss sie 1982 mit einer Arbeit unter dem Titel „Patents for invention and technical change in England 1660–1753“ ab. Später lehrte und forschte sie als Professorin an der University of Bristol.
MacLeods Arbeitsschwerpunkte liegen im Bereich der Technikgeschichte, insbesondere im Hinblick auf die Kulturgeschichte sowie ökologische und ökonomische Auswirkungen. Dabei legt sie einen Fokus auf die Entwicklung in Großbritannien zwischen dem 17. und dem frühen 20. Jahrhundert. 
Für ihre Arbeiten wurde MacLeod mehrfach ausgezeichnet. 1987 erhielt sie den T.S.-Ashton-Preis, ihr Buch „Heroes of Invention: Technology, Liberalism and British Identity, 1750–1914“ erhielt den Edelstein Prize der Society for the History of Technology.

## Bücher (Auswahl)
- Inventing the Industrial Revolution: The English Patent System, 1660–1800 (1988)
- Heroes of Invention: Technology, Liberalism and British Identity, 1750–1914 (2007)